# صدای سخن عشق (فیلم)
صدای سخن عشق فیلمی به کارگردانی و نویسندگی رضا شالچی محصول سال ۱۳۷۹ است.

## خلاصه داستان
الهام که دانشجوی رشته علوم اجتماعی است، در مورد معضلات اجتماعی تحقیق می‌کند. او به‌طور اتفاقی با جمشید آشنا می‌شود و متوجه می‌شود که خود جمشید موضوع خوبی برای تحقیق اوست. جمشید که پسر یک کارخانه دار معروف است، حاصل ازدواج موقت است. مادر جمشید هنگام به دنیا آوردن او از بین رفته و خشایار لطفی، پدرش، او را از خود طرد کرده و با همسر و دختر و پسرش، آرمان زندگی می‌کند. شبی عده ای ناشناس به آرمان (برادر خوانده جمشید) حمله می‌کنند و پدر از جمشید می‌خواهد که آن‌ها را پیدا کند. جمشید در پی خواسته پدر به‌طور اتفاقی متوجه می‌شود که اسفندیار رقیب پدر مواد فاسد و نامرغوب را با مواد اولیه کارخانه مخلوط می‌کند. اسفندیار برای آزار خشایار لطفی او را به کارخانه خود دعوت می‌کند اما جمشید و الهام با کمک دوستان خود به کمک پدر می‌روند و پلیس را نیز وارد ماجرا می‌کنند و نهایتاً اسفندیار دستگیر می‌شود. در ضمن جمشید و الهام به یکدیگر علاقمند می‌شوند.

## بازیگران
- رامبد شکرآبی در نقش جمشید
- شقایق فراهانی در نقش الهام
- محسن آراسته در نقش اسفندیار
- پرویز حکمی
- ناصر نورنژاد
- محمد اسدی
- افشین نخعی
- فرزانه ملکی
- سپهر عباسی
- فریبا آذرگون
- شیدا علیخانی
- بابک حبیبی فر
- نیلوفر سجادی
- جعفر بیدی
- اشکان قاسمی
- رضا تقدسی
- علی رضایی
- امیر قهرمانی
- فرشاد یاقوت فام
- مجید وفایی
- محمدرضا اژدری
- صابر مختار
- نگهدار حیدری
- احمد نجفی